# Vòng bảng UEFA Champions League 2004–05
Các trận đấu thuộc vòng bảng UEFA Champions League 2004–05 diễn ra từ ngày 14 tháng 9 đến ngày 8 tháng 12 năm 2004. Vòng bảng có sự góp mặt của các đội vượt qua vòng loại theo vị trí ở giải quốc nội của họ và những đội vượt qua vòng loại khác.

## Cấu trúc hạt giống
32 đội được chia làm 4 nhóm hạt giống. Nhóm hạt giống số 1 gồm có đội đương kim vô địch năm ngoái là Porto và 7 câu lạc bộ xếp đầu ở bảng xếp hạng đội bóng. Nhóm hạt giống số 2 có 8 câu lạc bộ kế tiếp trong bảng xếp hạng; nhóm hạt giống số 3 và 4 cũng chia tương tự. Mỗi nhóm chứa một đội từ mỗi nhóm hạt giống. Hạt giống của một đội do hệ số UEFA chỉ định.
Những câu lạc bộ từ cùng một hiệp hội (quốc gia) được ghép đôi để chia các ngày thi đấu giữa Thứ Ba và Thứ Tư. Những câu lạc bộ chung chữ cái ghép đôi sẽ thi đấu vào những ngày khác nhau, để đảm bảo rằng các đội từ cùng một thành phố (ví dụ: Milan và Internazionale là hai dùng chung sân vận động) không thi đấu trong cùng một ngày.
| Những đội nhất bảng và nhì bảng giành quyền vào vòng đấu loại trực tiếp đầu tiên |
| Những đội xếp thứ ba tham dự vòng 32 đội của Cúp UEFA                            |

| Nhóm hạt giống 1    | Nhóm hạt giống 1 | Nhóm hạt giống 1 |
| Đội                 | Hệ số            |                  |
| ------------------- | ---------------- | ---------------- |
| PortoTH             | 99.969           |                  |
| Real Madrid         | 146.350          |                  |
| Valencia            | 139.350          |                  |
| Barcelona           | 134.350          |                  |
| Manchester United   | 119.511          |                  |
| Bayern Munich       | 105.331          |                  |
| Deportivo La Coruña | 104.350          |                  |
| Arsenal             | 103.511          |                  |

| Nhóm hạt giống 2 | Nhóm hạt giống 2 | Nhóm hạt giống 2 |
| Đội              | Hệ số            |                  |
| ---------------- | ---------------- | ---------------- |
| Milan            | 99.531           |                  |
| Liverpool        | 90.511           |                  |
| Juventus         | 84.531           |                  |
| Internazionale   | 82.531           |                  |
| Roma             | 78.531           |                  |
| Lyon             | 70.947           |                  |
| Chelsea          | 67.511           |                  |
| Panathinaikos    | 65.467           |                  |

| Nhóm hạt giống 3    | Nhóm hạt giống 3 | Nhóm hạt giống 3 |
| Đội                 | Hệ số            |                  |
| ------------------- | ---------------- | ---------------- |
| PSV Eindhoven       | 65.247           |                  |
| Bayer Leverkusen    | 62.331           |                  |
| Celtic              | 60.600           |                  |
| Sparta Prague       | 54.914           |                  |
| AS Monaco           | 51.947           |                  |
| Anderlecht          | 49.528           |                  |
| Ajax                | 48.247           |                  |
| Paris Saint-Germain | 45.947           |                  |

| Nhóm hạt giống 4 | Nhóm hạt giống 4 | Nhóm hạt giống 4 |
| Đội              | Hệ số            |                  |
| ---------------- | ---------------- | ---------------- |
| Rosenborg        | 42.226           |                  |
| Dynamo Kyiv      | 41.300           |                  |
| Olympiacos       | 40.467           |                  |
| Werder Bremen    | 37.331           |                  |
| Shakhtar Donetsk | 17.300           |                  |
| Fenerbahçe       | 16.656           |                  |
| Maccabi Tel Aviv | 14.012           |                  |
| CSKA Moscow      | 8.572            |                  |

## Thể thức
Ở vòng bảng, mỗi đội thi đấu hai lượt trận với ba đội cùng bảng còn lại (sân nhà và sân khách hoặc tại một địa điểm trung lập). Hai đội đầu bảng có nhiều điểm nhất hoặc đáp ứng các tiêu chí hòa sẽ giành quyền vào vòng đấu loại trực tiếp đầu tiên. Đội đứng thứ ba sẽ tham dự Cúp UEFA năm 2005.

### Tiêu chí tính hệ số
Dựa trên đoạn 4.05 trong quy định của UEFA cho mùa giải hiện hành, nếu hai hoặc nhiều đội bằng điểm nhau sau khi hoàn thành các trận đấu vòng bảng, các tiêu chí sau sẽ được áp dụng để phân định thứ hạng:
1. Số điểm cao hơn đạt được trong các trận đấu vòng bảng giữa các độ được tính đến;
2. Hiệu số bàn thắng bại vượt trội so với các trận đấu vòng bảng giữa các đội được tính đến;
3. Số bàn thắng ghi được trên sân khách cao hơn trong các trận đấu vòng bảng giữa các đội được tính đến;
4. Hiệu số bàn thắng bại vượt trội so với tất cả các trận vòng bảng đã đá;
5. Số bàn thắng ghi được cao hơn trong tất cả các trận vòng bảng đã đá;
6. Số điểm hệ số cao hơn mà câu lạc bộ tích lũy được tính đến, cũng như hiệp hội của đội ở 5 mùa giải trước đó.

## Bảng đấu
Thời gian là CET/CEST, theo như liệt kê của UEFA (giờ địa phương nằm trong ngoặc đơn).

### Bảng A
| VT | Đội                 | ST | T | H | B | BT | BB | HS | Đ  | Giành quyền tham dự         |
| -- | ------------------- | -- | - | - | - | -- | -- | -- | -- | --------------------------- |
| 1  | Monaco              | 6  | 4 | 0 | 2 | 10 | 4  | +6 | 12 | Vào vòng đấu loại trực tiếp |
| 2  | Liverpool           | 6  | 3 | 1 | 2 | 6  | 3  | +3 | 10 | Vào vòng đấu loại trực tiếp |
| 3  | Olympiacos          | 6  | 3 | 1 | 2 | 5  | 5  | 0  | 10 | Chuyển sang đá ở Cúp UEFA   |
| 4  | Deportivo La Coruña | 6  | 0 | 2 | 4 | 0  | 9  | −9 | 2  |                             |

| Liverpool             | 2–0      | Monaco |
| --------------------- | -------- | ------ |
| Cissé 22' · Baroš 84' | Chi tiết |        |

| Olympiacos    | 1–0      | Liverpool |
| ------------- | -------- | --------- |
| Stoltidis 17' | Chi tiết |           |

| Monaco                  | 2–0      | Deportivo La Coruña |
| ----------------------- | -------- | ------------------- |
| Kallon 5' · Saviola 10' | Chi tiết |                     |

| Monaco                     | 2–1      | Olympiacos |
| -------------------------- | -------- | ---------- |
| Saviola 3' · Chevantón 10' | Chi tiết | Okkas 60'  |

| Liverpool | 0–0      | Deportivo La Coruña |
| --------- | -------- | ------------------- |
|           | Chi tiết |                     |

| Deportivo La Coruña | 0–1      | Liverpool          |
| ------------------- | -------- | ------------------ |
|                     | Chi tiết | Andrade 14' (l.n.) |

| Olympiacos   | 1–0      | Deportivo La Coruña |
| ------------ | -------- | ------------------- |
| Đorđević 68' | Chi tiết |                     |

| Monaco      | 1–0      | Liverpool |
| ----------- | -------- | --------- |
| Saviola 54' | Chi tiết |           |

| Liverpool                                      | 3–1      | Olympiacos  |
| ---------------------------------------------- | -------- | ----------- |
| Sinama Pongolle 47' · Mellor 81' · Gerrard 86' | Chi tiết | Rivaldo 26' |

| Deportivo La Coruña | 0–5      | Monaco                                                              |
| ------------------- | -------- | ------------------------------------------------------------------- |
|                     | Chi tiết | Chevantón 21' · Givet 35' · Saviola 38' · Maicon 54' · Adebayor 75' |

### Bảng B
| VT | Đội              | ST | T | H | B | BT | BB | HS  | Đ  | Giành quyền tham dự         |
| -- | ---------------- | -- | - | - | - | -- | -- | --- | -- | --------------------------- |
| 1  | Bayer Leverkusen | 6  | 3 | 2 | 1 | 13 | 7  | +6  | 11 | Vào vòng đấu loại trực tiếp |
| 2  | Real Madrid      | 6  | 3 | 2 | 1 | 11 | 8  | +3  | 11 | Vào vòng đấu loại trực tiếp |
| 3  | Dynamo Kyiv      | 6  | 3 | 1 | 2 | 11 | 8  | +3  | 10 | Chuyển sang đá ở Cúp UEFA   |
| 4  | Roma             | 6  | 0 | 1 | 5 | 4  | 16 | −12 | 1  |                             |

| Roma | 0–3 Xử thắng | Dynamo Kyiv   |
| ---- | ------------ | ------------- |
|      | Chi tiết     | Gavrančić 29' |

| Bayer Leverkusen                          | 3–0      | Real Madrid |
| ----------------------------------------- | -------- | ----------- |
| Krzynówek 40' · França 50' · Berbatov 55' | Chi tiết |             |

| Real Madrid                                           | 4–2      | Roma                      |
| ----------------------------------------------------- | -------- | ------------------------- |
| Raúl 39', 72' · Figo 53' (ph.đ.) · Roberto Carlos 79' | Chi tiết | De Rossi 3' · Cassano 21' |

| Dynamo Kyiv                       | 4–2      | Bayer Leverkusen          |
| --------------------------------- | -------- | ------------------------- |
| Rincón 30', 69' · Cernat 74', 90' | Chi tiết | Voronin 58' · Nowotny 68' |

| Real Madrid | 1–0      | Dynamo Kyiv |
| ----------- | -------- | ----------- |
| Owen 35'    | Chi tiết |             |

| Bayer Leverkusen                              | 3–1      | Roma                |
| --------------------------------------------- | -------- | ------------------- |
| Roque Júnior 48' · Krzynówek 59' · França 90' | Chi tiết | Berbatov 26' (l.n.) |

| Dynamo Kyiv                   | 2–2      | Real Madrid                 |
| ----------------------------- | -------- | --------------------------- |
| Yussuf 13' · Verpakovskis 23' | Chi tiết | Raúl 38' · Figo 44' (ph.đ.) |

| Roma           | 1–1      | Bayer Leverkusen |
| -------------- | -------- | ---------------- |
| Montella 90+3' | Chi tiết | Berbatov 82'     |

| Real Madrid | 1–1      | Bayer Leverkusen |
| ----------- | -------- | ---------------- |
| Raúl 70'    | Chi tiết | Berbatov 36'     |

| Dynamo Kyiv                       | 2–0      | Roma |
| --------------------------------- | -------- | ---- |
| Dellas 73' (l.n.) · Shatskikh 82' | Chi tiết |      |

| Bayer Leverkusen                   | 3–0      | Dynamo Kyiv |
| ---------------------------------- | -------- | ----------- |
| Juan 51' · Voronin 77' · Babić 86' | Chi tiết |             |

| Roma | 0–3      | Real Madrid                        |
| ---- | -------- | ---------------------------------- |
|      | Chi tiết | Ronaldo 9' · Figo 60' (ph.đ.), 82' |

### Bảng C
| VT | Đội              | ST | T | H | B | BT | BB | HS | Đ  | Giành quyền tham dự         |
| -- | ---------------- | -- | - | - | - | -- | -- | -- | -- | --------------------------- |
| 1  | Juventus         | 6  | 5 | 1 | 0 | 6  | 1  | +5 | 16 | Vào vòng đấu loại trực tiếp |
| 2  | Bayern Munich    | 6  | 3 | 1 | 2 | 12 | 5  | +7 | 10 | Vào vòng đấu loại trực tiếp |
| 3  | Ajax             | 6  | 1 | 1 | 4 | 6  | 10 | −4 | 4  | Chuyển sang đá ở Cúp UEFA   |
| 4  | Maccabi Tel Aviv | 6  | 1 | 1 | 4 | 4  | 12 | −8 | 4  |                             |

| Maccabi Tel Aviv | 0–1      | Bayern Munich      |
| ---------------- | -------- | ------------------ |
|                  | Chi tiết | Makaay 64' (ph.đ.) |

| Ajax | 0–1      | Juventus   |
| ---- | -------- | ---------- |
|      | Chi tiết | Nedvěd 42' |

| Bayern Munich                                 | 4–0      | Ajax |
| --------------------------------------------- | -------- | ---- |
| Makaay 28', 44', 51' (ph.đ.) · Zé Roberto 55' | Chi tiết |      |

| Juventus       | 1–0      | Maccabi Tel Aviv |
| -------------- | -------- | ---------------- |
| Camoranesi 37' | Chi tiết |                  |

| Juventus   | 1–0      | Bayern Munich |
| ---------- | -------- | ------------- |
| Nedvěd 75' | Chi tiết |               |

| Ajax                                       | 3–0      | Maccabi Tel Aviv |
| ------------------------------------------ | -------- | ---------------- |
| Sonck 4' · De Jong 21' · Van der Vaart 33' | Chi tiết |                  |

| Maccabi Tel Aviv | 2–1      | Ajax          |
| ---------------- | -------- | ------------- |
| Dego 49', 57'    | Chi tiết | De Ridder 88' |

| Bayern Munich | 0–1      | Juventus      |
| ------------- | -------- | ------------- |
|               | Chi tiết | Del Piero 90' |

| Bayern Munich                                                 | 5–1      | Maccabi Tel Aviv |
| ------------------------------------------------------------- | -------- | ---------------- |
| Pizarro 12' · Salihamidžić 37' · Frings 44' · Makaay 71', 80' | Chi tiết | Dego 56' (ph.đ.) |

| Juventus     | 1–0      | Ajax |
| ------------ | -------- | ---- |
| Zalayeta 15' | Chi tiết |      |

| Maccabi Tel Aviv | 1–1      | Juventus      |
| ---------------- | -------- | ------------- |
| Dego 29' (ph.đ.) | Chi tiết | Del Piero 71' |

| Ajax                    | 2–2      | Bayern Munich           |
| ----------------------- | -------- | ----------------------- |
| Galásek 38' · Mitea 64' | Chi tiết | Makaay 9' · Ballack 78' |

Ghi chú
1. ^ a b c Maccabi Tel Aviv thi đấu các trận sân nhà tại sân vận động Ramat Gan ở quận Tel Aviv, thay cho sân nhà chính của họ là sân vận động Bloomfield, Tel Aviv.

### Bảng D
| VT | Đội               | ST | T | H | B | BT | BB | HS  | Đ  | Giành quyền tham dự         |
| -- | ----------------- | -- | - | - | - | -- | -- | --- | -- | --------------------------- |
| 1  | Lyon              | 6  | 4 | 1 | 1 | 17 | 8  | +9  | 13 | Vào vòng đấu loại trực tiếp |
| 2  | Manchester United | 6  | 3 | 2 | 1 | 14 | 9  | +5  | 11 | Vào vòng đấu loại trực tiếp |
| 3  | Fenerbahçe        | 6  | 3 | 0 | 3 | 10 | 13 | −3  | 9  | Chuyển sang đá ở Cúp UEFA   |
| 4  | Sparta Praha      | 6  | 0 | 1 | 5 | 2  | 13 | −11 | 1  |                             |

| Fenerbahçe        | 1–0      | Sparta Praha |
| ----------------- | -------- | ------------ |
| Van Hooijdonk 16' | Chi tiết |              |

| Lyon                | 2–2      | Manchester United       |
| ------------------- | -------- | ----------------------- |
| Cris 35' · Frau 45' | Chi tiết | Van Nistelrooy 56', 61' |

| Manchester United                                                  | 6–2      | Fenerbahçe             |
| ------------------------------------------------------------------ | -------- | ---------------------- |
| Giggs 7' · Rooney 17', 28', 54' · Van Nistelrooy 78' · Bellion 81' | Chi tiết | Nobre 46' · Tuncay 59' |

| Sparta Praha | 1–2      | Lyon                     |
| ------------ | -------- | ------------------------ |
| Jun 7'       | Chi tiết | Essien 25' · Wiltord 58' |

| Sparta Praha | 0–0      | Manchester United |
| ------------ | -------- | ----------------- |
|              | Chi tiết |                   |

| Fenerbahçe | 1–3      | Lyon                              |
| ---------- | -------- | --------------------------------- |
| Nobre 68'  | Chi tiết | Juninho 55' · Cris 66' · Frau 87' |

| Manchester United                           | 4–1      | Sparta Praha |
| ------------------------------------------- | -------- | ------------ |
| Van Nistelrooy 14', 25' (ph.đ.), 60', 90+1' | Chi tiết | Zelenka 53'  |

| Lyon                                           | 4–2      | Fenerbahçe              |
| ---------------------------------------------- | -------- | ----------------------- |
| Essien 22' · Malouda 53' · Nilmar 90+4', 90+6' | Chi tiết | Selçuk 14' · Tuncay 73' |

| Sparta Praha | 0–1      | Fenerbahçe       |
| ------------ | -------- | ---------------- |
|              | Chi tiết | Kováč 20' (l.n.) |

| Manchester United                | 2–1      | Lyon       |
| -------------------------------- | -------- | ---------- |
| Neville 19' · Van Nistelrooy 53' | Chi tiết | Diarra 40' |

| Fenerbahçe             | 3–0      | Manchester United |
| ---------------------- | -------- | ----------------- |
| Tuncay 47', 62', 90+1' | Chi tiết |                   |

| Lyon                                                          | 5–0      | Sparta Praha |
| ------------------------------------------------------------- | -------- | ------------ |
| Essien 7' · Nilmar 19', 51' · Idangar 83' · Bergougnoux 90+1' | Chi tiết |              |

### Bảng E
| VT | Đội           | ST | T | H | B | BT | BB | HS | Đ  | Giành quyền tham dự         |
| -- | ------------- | -- | - | - | - | -- | -- | -- | -- | --------------------------- |
| 1  | Arsenal       | 6  | 2 | 4 | 0 | 11 | 6  | +5 | 10 | Vào vòng đấu loại trực tiếp |
| 2  | PSV Eindhoven | 6  | 3 | 1 | 2 | 6  | 7  | −1 | 10 | Vào vòng đấu loại trực tiếp |
| 3  | Panathinaikos | 6  | 2 | 3 | 1 | 11 | 8  | +3 | 9  | Chuyển sang đá ở Cúp UEFA   |
| 4  | Rosenborg     | 6  | 0 | 2 | 4 | 6  | 13 | −7 | 2  |                             |

| Panathinaikos     | 2–1      | Rosenborg   |
| ----------------- | -------- | ----------- |
| González 43', 79' | Chi tiết | Johnsen 90' |

| Arsenal         | 1–0      | PSV Eindhoven |
| --------------- | -------- | ------------- |
| Alex 41' (l.n.) | Chi tiết |               |

| PSV Eindhoven              | 1–0      | Panathinaikos |
| -------------------------- | -------- | ------------- |
| Vennegoor of Hesselink 80' | Chi tiết |               |

| Rosenborg  | 1–1      | Arsenal      |
| ---------- | -------- | ------------ |
| Strand 52' | Chi tiết | Ljungberg 6' |

| Rosenborg    | 1–2      | PSV Eindhoven            |
| ------------ | -------- | ------------------------ |
| Storflor 42' | Chi tiết | Farfán 26' · De Jong 86' |

| Panathinaikos                | 2–2      | Arsenal                   |
| ---------------------------- | -------- | ------------------------- |
| González 65' · Olisadebe 82' | Chi tiết | Ljungberg 18' · Henry 74' |

| Arsenal           | 1–1      | Panathinaikos    |
| ----------------- | -------- | ---------------- |
| Henry 16' (ph.đ.) | Chi tiết | Cygan 75' (l.n.) |

| PSV Eindhoven | 1–0      | Rosenborg |
| ------------- | -------- | --------- |
| Beasley 10'   | Chi tiết |           |

| Rosenborg        | 2–2      | Panathinaikos                 |
| ---------------- | -------- | ----------------------------- |
| Helstad 68', 76' | Chi tiết | Konstantinou 16' · Skácel 71' |

| PSV Eindhoven | 1–1      | Arsenal   |
| ------------- | -------- | --------- |
| Ooijer 8'     | Chi tiết | Henry 31' |

| Panathinaikos                                              | 4–1      | PSV Eindhoven |
| ---------------------------------------------------------- | -------- | ------------- |
| Papadopoulos 30' · Münch 45' (ph.đ.), 57' · Sânmărtean 81' | Chi tiết | Beasley 37'   |

| Arsenal                                                                  | 5–1      | Rosenborg  |
| ------------------------------------------------------------------------ | -------- | ---------- |
| Reyes 3' · Henry 24' · Fàbregas 29' · Pires 41' (ph.đ.) · Van Persie 84' | Chi tiết | Hoftun 38' |

### Bảng F
| VT | Đội              | ST | T | H | B | BT | BB | HS | Đ  | Giành quyền tham dự         |
| -- | ---------------- | -- | - | - | - | -- | -- | -- | -- | --------------------------- |
| 1  | Milan            | 6  | 4 | 1 | 1 | 10 | 3  | +7 | 13 | Vào vòng đấu loại trực tiếp |
| 2  | Barcelona        | 6  | 3 | 1 | 2 | 9  | 6  | +3 | 10 | Vào vòng đấu loại trực tiếp |
| 3  | Shakhtar Donetsk | 6  | 2 | 0 | 4 | 5  | 9  | −4 | 6  | Chuyển sang đá ở Cúp UEFA   |
| 4  | Celtic           | 6  | 1 | 2 | 3 | 4  | 10 | −6 | 5  |                             |

| Shakhtar Donetsk | 0–1      | Milan       |
| ---------------- | -------- | ----------- |
|                  | Chi tiết | Seedorf 84' |

| Celtic     | 1–3      | Barcelona                          |
| ---------- | -------- | ---------------------------------- |
| Sutton 59' | Chi tiết | Deco 20' · Giuly 78' · Larsson 82' |

| Barcelona                                     | 3–0      | Shakhtar Donetsk |
| --------------------------------------------- | -------- | ---------------- |
| Deco 15' · Ronaldinho 64' (ph.đ.) · Eto'o 89' | Chi tiết |                  |

| Milan                                     | 3–1      | Celtic    |
| ----------------------------------------- | -------- | --------- |
| Shevchenko 8' · Inzaghi 89' · Pirlo 90+1' | Chi tiết | Varga 74' |

| Milan          | 1–0      | Barcelona |
| -------------- | -------- | --------- |
| Shevchenko 31' | Chi tiết |           |

| Shakhtar Donetsk                 | 3–0      | Celtic |
| -------------------------------- | -------- | ------ |
| Matuzalém 57', 62' · Brandão 78' | Chi tiết |        |

| Barcelona                  | 2–1      | Milan          |
| -------------------------- | -------- | -------------- |
| Eto'o 37' · Ronaldinho 89' | Chi tiết | Shevchenko 17' |

| Celtic       | 1–0      | Shakhtar Donetsk |
| ------------ | -------- | ---------------- |
| Thompson 25' | Chi tiết |                  |

| Milan                             | 4–0      | Shakhtar Donetsk |
| --------------------------------- | -------- | ---------------- |
| Kaká 52', 90+2' · Crespo 53', 85' | Chi tiết |                  |

| Barcelona | 1–1      | Celtic      |
| --------- | -------- | ----------- |
| Eto'o 24' | Chi tiết | Hartson 45' |

| Shakhtar Donetsk  | 2–0      | Barcelona |
| ----------------- | -------- | --------- |
| Aghahowa 14', 22' | Chi tiết |           |

| Celtic | 0–0      | Milan |
| ------ | -------- | ----- |
|        | Chi tiết |       |